# Tofenacina
Tofenacina é um medicamento antidepressivo que foi desenvolvido e comercializado no Reino Unido e na Itália, respectivamente, em 1971 e 1981, pela Brocades-Stheeman & Pharmacia (agora parte da Astellas Pharma). Possui estrutura semelhante à dos antidepressivos tricíclicos. Ele atua como um inibidor da recaptação da serotonina-norepinefrina (SNRI), e, com base em sua estreita relação com a orfenadrina, também pode possuir propriedades anticolinérgicas e anti-histamínicas. A tofenacina também é o principal metabólito ativo da orfenadrina e provavelmente desempenha um papel em seus efeitos contra os sintomas depressivos observados em pacientes com doença de Parkinson.